# Gunz the Duel
GunZ: The Duel – bezpłatna komputerowa gra akcji, wyprodukowana i wydana przez południowokoreańską firmę MAIET w 2003 roku. Gracz walczy za pomocą różnej broni białej oraz palnej z postaciami kierowanymi przez innych graczy. Za zabicie postaci innego gracza otrzymuje się punkty doświadczenia oraz pieniądze. Po zdobyciu odpowiedniej ilości punktów doświadczenia postać awansuje na wyższy poziom doświadczenia. Za zdobywane pieniądze można kupić nowe bronie, pierścienie, pancerz itp.
W 2006 roku GunZ została umieszczona przez czasopismo „Computer Gaming World” na liście 101 najlepszych bezpłatnych gier komputerowych.